# Густав Таман
Густав Генріх Йоганн Аполлон (Густав Генріхович) Таман (нім. Gustav Heinrich Johann Apollon Tammann; 28 травня [9 червня] 1861, Ямбург (тепер Кінгісепп) — 17 грудня 1938, Геттінген) — німецький фізикохімік прибалтійського походження. Відкрив поліморфні модифікації льоду, вніс внесок у вивчення склоподібних і твердих розчинів, гетерогенних рівноваг, процесів кристалізації та в металургію. Іноземний почесний член Російської АН (1927, член-кореспондент з 1912).

## Життєпис
Народився в 1861 році в сім'ї лікарів міста Ямбурга в Петербурзької губернії. Архівні дослідження професора Тартуського університету Уно Палма показали, що предки Тамана були естонськими селянами в маєтку Сургавере повіту Вільяндімаа. Дід ученого жив в Санґасте, в садибі сім'ї фон Бергів, після чого батько вченого Генріх Таман переїхав до Тарту навчатися на медичному факультеті місцевого університету. Будучи прогресивними мислителями, сім'я фон Бергів надавала фінансову підтримку Генріху Таману під час його навчання в університеті. Після смерті Генріха Тамана в 1864 році, сім'я Таманів переїхала до Тарту, де молодий Густав отримав початкову і середню освіту. Закінчивши гімназію в Дерпті, Тамман вступив на фізико-математичний факультет Дерптського університету, після закінчення курсу якого в 1882 році працював лаборантом при хімічній лабораторії, потім, з 1887 року, був приват-доцентом, згодом штатним доцентом і з 1892 року професором і директором хімічної лабораторії того ж університету. З 1903 року працював у Геттінгенському університеті.
Похований на Геттінгенському міському кладовищі.

## Праці

### Фізіологічно-хімічні роботи
- «Нахождение фтора в организмах» («Zeitschrift fur physiol. Chem.», 12, 1886);
- «Судьба серы при прорастании гороха» (ib., 9, 1885);
- «Действие неорганизованных ферментов в зависимости от времени, температуры, концентрации фермента и субстрата, влияние продуктов расщепления и посторонних веществ» (ib., 4, 1889; 14, 1892, «Журнал Русского Физико-Химического Общества», 1892 и «Zeitschrift f. physiol. Chem.», 1895);
- «О сохранении раздражимости мышц в растворах солей» (ib., 8, 1891);
- «Отправления почек с точки зрения осмотического давления» (ib., 20, 1896).

### З неорганічної хімії
- «Аналитическое определение фтора» («Zeitschrift fur analyt. Chem.», 24, 1885);
- «О перекиси водорода» («Zeitschrift f. physiol. Chem.», 6, 1889);
- «О солях метафосфорных кислот» (ib., 6, 1890, и «Journ. f. prakt. Chem.», 1892);
- «О растворимости магнезиальной соли платиносинеродистой кислоты» («Zeitschrift f. anal. Chem.», 15, 1887, с Буксгевденом).

### З фізичної хімії
- а) «Зависимость упругости пара растворов от концентрации, температуры и молекулярного веса растворенного вещества» («Wied. Ann.», 24, 1885; «Wied. Ann.», 36, 1889);
- «Динамический способ для определения упругостей паров гидратов» («Wied. Ann.», 33, 1888);
- «Упругость паров гидратов, которые при потере воды не теряют прозрачности» (ib., 63, 1897);
- «Упругость паров цеолитов» («Zeitschr. f. physiol. Chem.», 27, 1898);
- «Точки замерзания металлических сплавов» (ib., 3, 1889);
- «Максимальная упругость водорода, выделяемого металлами» (с Нернетом, ib., 9, 1892);
- b) «Осмотические явления в связи с упругостями паров и точками замерзания растворов» («Wied. Ann», 34, 1888);
- «Определение осмотического давления» («Zeitschr. f. physiol. Chem.», 9, 1892);
- «Электролиз через полупроницаемые перепонки» («Gottinger Nachrichten», 1891), их электропроводность («Zeitschrift fur physiol. Chem.», 8, 1890) и их проницаемость (ib., 10, 1892);
- c) «Изменение внутреннего давления при образовании растворов» («Zeitschrift fur physiol. Chem.», 11, 1893);
- «Сжигаемость и тепловое расширение растворов» (ib., 13, 1893);
- «Расширение спиртовых и эфирных растворов» (с Гиршбергом, ib., 13, 1894);
- «Зависимость объемов растворов от давления» (ib., 17, 1895);
- «Коэффициенты распределения и аномальная диффузия» (ib., 22, 1897);
- «Адиабатические изменения объемов растворов» (ib., 20, 1896, с Росойским);
- d) «Влияние давления на скорость химических реакций» (с А. Д. Богоявленским, ib., 23, 1897);
- «Влияние давления на электропроводность растворов» (ib., 16, 1895 и с Богоявленским, ib., 27, 1898 и «Wied. Ann.», 69, 1899).
- e) Переход из жидкого в твердое, кристаллическое состояние.
- 1) «Скорость кристаллизации 1, II и III» («Zeitschr. f. physiol. Chem.», 24, 26 и 29, 1897—1899 и Фридлендером, 24, 1897);
- 2) «Зависимость числа центров кристаллизации от температуры в переохлажденных жидкостях» (ib., 25, 1898);
- 3) «Вязкость переохлажденных жидкостей в зависимости от температуры» (ib., 28, 1899);
- 4) «Положение термодинамических поверхностей кристалла и его сплава» (ib., 21, 1896 и «Archives Neerlandaises», 1901);
- 5) «Кривые плавления и превращения кристаллов, I, II, III, IV и V» («Wied. Ann.», 62, 66, 68, 1897—1899; «Ann. du Physik», 2 и 3, 1900);
- 6) «Изменение теплоты плавления и адиабатические изменения давления над кристаллом и его сплавом» («Wied. Ann.», 65 и 68);
- 7) «О так называемых жидких кристаллах» («Ann. du Physik», 4, 1901) и другие.